# Jacques de Montgomery
Jacques Ier de Montgomery, seigneur de Lorges, dit le « capitaine de Lorges » (vers 1485 - 31 juillet 1562), est un officier de la garde écossaise au service de François Ier.

## Biographie sommaire
Fils de Robert de Montgomery, noble écossais venu en France pour se mettre au service de François Ier, Jacques fut employé dans différentes ambassades. Denisart le désigne comme l'auteur de l'accident arrivé en 1521 à François Ier lorsque ce dernier s'amusait à faire le siège de l'hôtel de Saint-Pol à Romorantin. Le capitaine de Lorges ravitailla Mézières assiégée lors du siège de 1521. Il fut nommé colonel de l'infanterie française en Piémont et succéda en 1545 à Robert Stuart d'Aubigny dans la charge de capitaine de la garde écossaise.  Lors du « Rough Wooing»,  Montgomery dirigeait le corps expéditionnaire français qui débarqua en juin 1545 à Dumbarton. À la fin de l'automne, il repoussait les troupes du comte d'Hertford hors des frontières d'Écosse.
Il était marié à Claudine de la  Boissière, dame de Ducey, dont il eut plusieurs fils, notamment Gabriel Ier et Jacques II. Il racheta en 1543 au marquis François II d'Orléans-Rothelin le comté de Montgommery en Normandie, qu'il disait avoir appartenu à ses ancêtres. Le vendeur était issu par double bâtardise de la maison royale de France et portait le titre francisé de "Rothelin", par référence au marquisat rhénan de Hachberg-Sausenberg et à son chef-lieu Rötteln, que les ducs de Longueville n'ont toutefois jamais possédé. Le comté de Montgomery était entré dans le patrimoine des ducs de Longueville par le mariage, célébré le 26 octobre 1439 de Jean d'Orléans, comte de Dunois (Châteaudun) et de Longueville, avec Marie d'Harcourt-Montgommery. 
Pour rentrer dans ce qu'il considérait être "la terre de son nom", Jacques de Montgomery se démit de ses charges en faveur de son fils Gabriel Ier de Montgomery.